# Henderson Field (Midway)
L'Aeroporto di Henderson Field (IATA: MDY, ICAO: PMDY) è situato sull'atollo di Midway, territorio non incorporato degli Stati Uniti d'America. Henderson Field fu chiamato così in onore del maggiore dei Marines Lofton Henderson, rimasto ucciso nella seconda guerra mondiale, durante la battaglia delle Midway, mentre stava guidando la sua squadriglia di aerei contro una portaerei giapponese, diventando di fatto il primo aviatore dei Marines morto durante la battaglia.
Di proprietà prima della Marina Militare statunitense e poi del Dipartimento degli Interni, è stato operato fino al 2004 dalla Boeing, quindi è passato in carico all'United States Fish and Wildlife Service di cui è l'unico punto di accesso al National Wildlife Refuge dell'Atollo, assistita dalla Federal Aviation Administration. Nel 2008 è stato riaperto al traffico civile e funziona inoltre come punto di appoggio d'emergenza per gli aerei in difficoltà. L'aeroporto è privo di torre di controllo e quindi si effettuano solo avvicinamenti senza controllo di terra.